# Silvio Gesell
Silvio Gesell (17 tháng 3 1862 ở Sankt Vith (bây giờ là Bỉ) – 11 tháng 3 1930 ở Oranienburg) là một thương gia người Đức, nhà lý luận kinh tế, nhà hoạt động xã hội, người theo chủ nghĩa vô chính phủ và người sáng lập Freiwirtschaft.
Tư tưởng kinh tế của Gesell dựa trên giả thuyết rằng con người có bản chất tự nhiên là vị kỷ và đây là một động lực hành động lành mạnh, cho phép cá nhận theo đuổi việc thỏa mãn nhu cầu của bản thân và do đó mà làm ra của cải. Hệ thống kinh tế phải đối xử công bằng với điều kiện tiên quyết này, nếu không sẽ tất yếu sụp đổ. Vì lẽ đó, Gesell gọi hệ thống kinh tế mà ông đề xuất là "tự nhiên". Lập trường này hoàn toàn đối lập với của Karl Marx, người kêu gọi thay đổi các điều kiện xã hội.
Trên cơ sở thừa nhận bản chất vị kỷ của con người, Gesell kêu gọi cạnh tranh kinh doanh tự do và công bằng với những cơ hội bình đẳng cho tất thảy mọi người. Như thế, cần phải xóa bỏ mọi đặc quyền pháp lý cũng như thừa kế. Tất cả mọi người nên chỉ dựa vào năng lực của bản thân để kiếm sống. Trong cái "trật tự kinh tế tự nhiên" ấy, ai có tài năng nhất sẽ có thu nhập cao nhất. Điều kiện kinh tế của những người kém tài hơn cũng được cải thiện vì họ không bị buộc phải trả lãi và đóng tiền thuê. Theo Gesell, điều này sẽ đem laị sự bình đẳng giữa người giàu và kẻ nghèo. Ngoài ra, sẽ có thêm các phương tiện để giúp người nghèo bởi vì mức thu nhập bình quân cao hơn có nghĩa là mọi người sẽ có đủ tiền để chi cho những nơi cần giúp.

## Liên kết
- Full text of The Natural Economic Order Lưu trữ ngày 9 tháng 9 năm 2006 tại Wayback Machine
- Money reform A number of online text related to money reform and interest free money, in several languages.
- Germans get by without the euro Lưu trữ ngày 21 tháng 6 năm 2008 tại Wayback Machine The Chiemgauer, a Bavarian scrip, gains acceptance: Austria's Tyrolean community of Wörgl launched a scheme based on [Gesell's] theories, in 1932, reputed to have slashed unemployment at the height of the Depression. It was watched by Keynes and Irving Fisher, who saw a fast-depreciating currency as a possible answer to the 1930s "liquidity trap".
- Works by Silvio Gesell
- YouTube. A short clip about economist Silvio Gesell